# Clorhidrato de metilona
La Metilona, también conocida por 3,4-metilendioxi-N-metilcatinona (MDMC, bk-MDMA, M1), es un psicotrópico de la familia de las feniletilaminas, anfetaminas y catinonas con propiedades empatógenas, psicodélicas y estimulantes. Es una β-cetona análoga del 3,4-metilendioxi-N-metilanfetamina (MDMA, Éxtasis).

## Historia

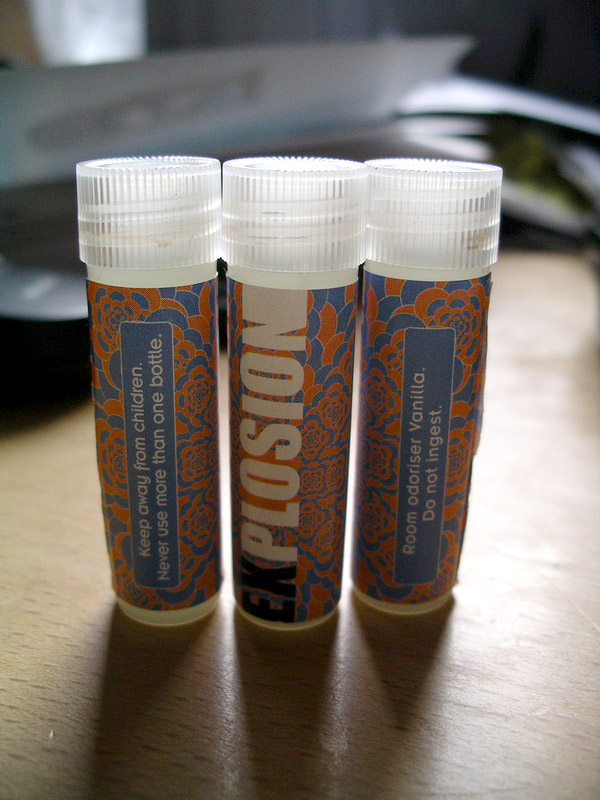
"Explosion".

Descubierta por el farmacéutico Alexander Shulgin en la década de 1960, no apareció en el mercado hasta finales del 2004, cuando en Holanda empezó a comercializarse un misterioso producto llamado "Explosion" a través de smart shops e internet.
Era anunciado como un ambientador para el hogar y vendido en viales de plástico, los cuales contenían 5 ml cada uno. Costaban entre €10 y €15 y no presentaban ninguna información sobre su composición. Su etiqueta solo contenía un texto que indicaba: "Ambientador olor vainilla. No ingerir. Mantener alejado de los niños. No usar nunca más de una botella". Haciendo caso omiso a la advertencia, los compradores ingerían el contenido del vial en búsqueda de sus efectos psicoactivos.
Este texto fue puesto probablemente en un intento de evitar la regulación holandesa sobre drogas ilícitas y sustancias psicoactivas. Análisis posteriores demostraron que el principal ingrediente de "Explosion" era metilona, tras los cuales el fabricante corroboró que cada vial contenía 180mg de esta sustancia.
Permaneció a la venta en smart shops hasta abril de 2005, cuando el Ministerio de Salud Pública holandés comunicó que lo consideraba ilegal. "Explosion" fue retirado del mercado, pero la metilona sigue siendo comercializada hoy en día a través de internet.

## Farmacología

### Apariencia
La metilona en su forma pura, tiene el aspecto de un fino polvo cristalino, de color blanquecino o amarillento. En el mercado negro se puede encontrar tanto en polvo como en cápsulas, incluyendo estas en ocasiones otras sustancias como mephedrona o cafeína.

### Rutas de administración
Sus rutas de administración han sido poco documentadas, ya que la información disponible sobre esta sustancia es muy escasa. Los consumidores imitan las pautas de consumo del MDMA, la disuelven en bebidas, hacen "bombitas" enrollando una dosis en papel de fumar e ingiriéndola, la encapsulan o la dejan disolverse en la boca. La dosificación por esta vía puede variar mucho de una persona a otra, algunos consumidores indican que nunca exceden los 100mg, mientras otras afirman que apenas notan efectos con 200mg. Para su consumo por vía nasal, se usan dosis ligeramente menores y parece ser una vía menos eficaz.

### Contraindicaciones
No han sido estudiadas. Como medida de seguridad deberían tomarse en cuenta las contraindicaciones comunes al MDMA y otros estimulantes:
- No combinarla con otros estimulantes
- No combinarla con diuréticos
- No usar en caso de alergia a las anfetaminas
- No usar en caso de padecer hipertensión o problemas cardiacos
- No usar bajo ningún concepto en combinación con IMAOS

### Parecido con el MDMA
La metilona es un análogo del MDMA y ambas sustancias comparten cierto parecido químico y farmacológico. Fue usada exitosamente como sustituto en ratas entrenadas para diferenciar entre MDMA y una solución salina, mientras que falló en substituir anfetaminas y DOM en ratas entrenadas para ello. Ambas sustancias actúan sobre el sistema monoaminérgico. En estudios in-vitro, la metilona tiene un tercio de la potencia del MDMA en la inhibición de la recaptación de la serotonina y la misma sobre la dopamina y noradrenalina.

## Efectos
Los efectos de la metilona apenas han sido estudiados y la información existente se limita a la experiencia subjetiva de sus usuarios. Alexander Shulgin escribió:
"Tiene casi la misma potencia que el MDMA, pero no produce los mismos efectos. Tiene prácticamente los mismos efectos antidepresivos, placenteros y positivos, pero no la magia."

### Psicológicos
- Alteración general y subjetiva del estado de conciencia
- Aumento de la autoestima y la confianza en uno mismo
- Sentimientos de paz interior y autoaceptación
- Sentimientos de empatía, compasión y comprensión
- Mejora del humor acompañada de euforia
- Mejora en la apreciación de la música
- Disminución de la agresividad, la hostilidad y los celos
- Disminución del miedo, la ansiedad y la inseguridad
- Habilidad para hablar con facilidad sobre temas que suelen provocar ansiedad

- Disminución de la concentración mental
- Disminución de la percepción del tiempo
- Confusión y paranoia.

### Físicos
- Aumento de la energía y la resistencia
- Aumento en el deseo y la motivación
- Aumento del estado de alerta y la vigilia
- Hipersexualidad y efectos afrodisíacos
- Hiperactividad, estimulación y excitación.

- Aumento de la sudoración
- Aumento de la temperatura corporal
- Aumento del ritmo cardíaco
- Bruxismo
- Dilatación de las pupilas
- Molestias estomacales
- Mareos y vértigo
- Tensión Muscular

### Efectos a largo plazo
Son totalmente desconocidos. Su reciente popularización y la poca documentación existente sobre esta sustancia convierte a los usuarios en poco más que cobayas humanas.

## Etimología
El nombre de "metilona" fue asignado al MDMC por Alexander Shulgin y se ha convertido en la nomenclatura de facto. El problema es que "Metilona" es el nombre comercial de una forma inyectable de metilprednisolona, una hormona corticoesteroidal usada en el tratamiento de reacciones alérgicas severas y artritis. A pesar de esto, pueden distinguirse fácilmente ya que al referirse al medicamento, este siempre es presentado con la inicial mayúscula.